# Gangnam Style

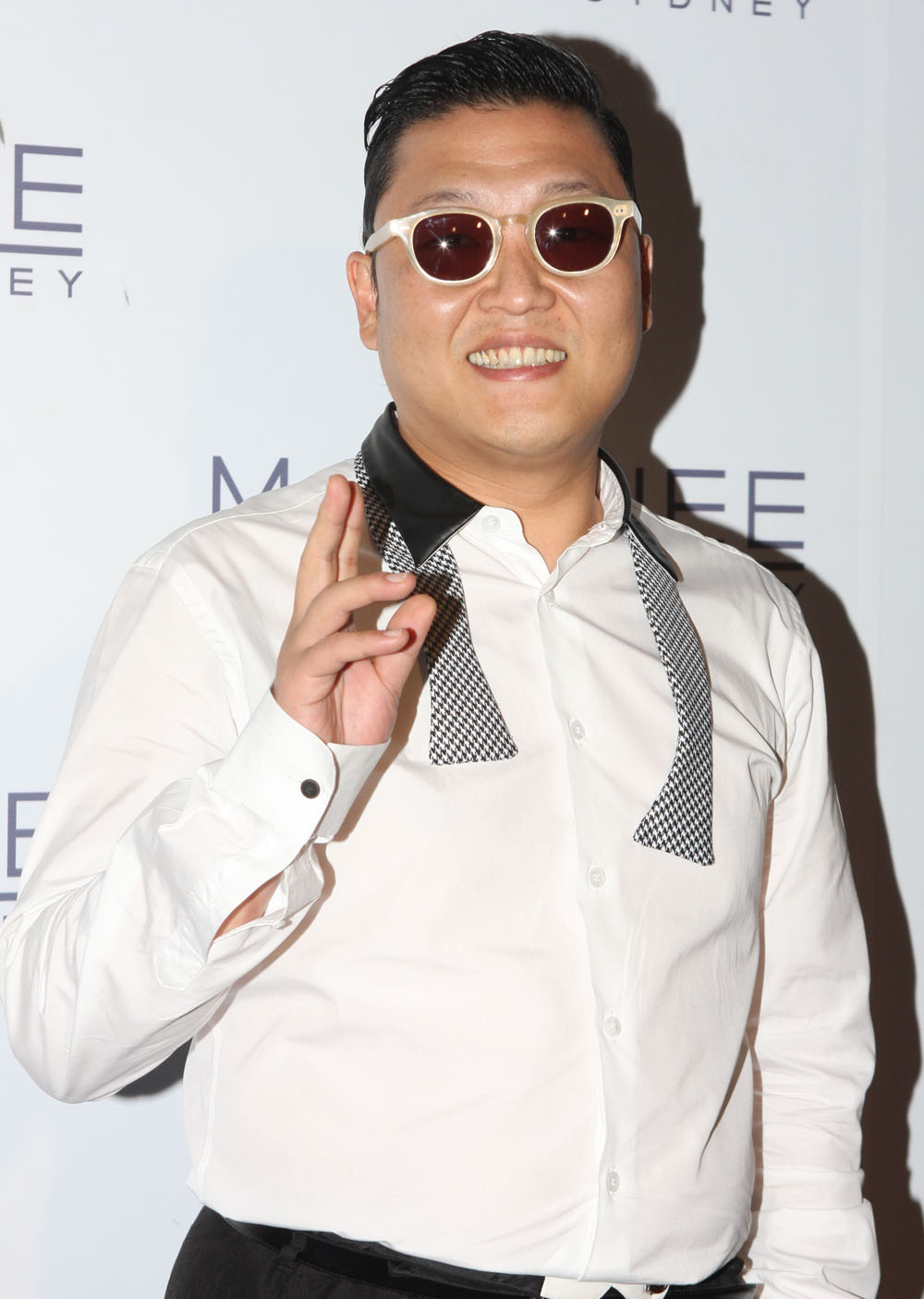
L'artista PSY, autor de la cançó.

Gangnam Style (en coreà: 강남 스타일) és un senzill del cantant sud-coreà de rap PSY, que combina música dance, electrònica i rap.
La cançó va ser llançada el 15 de juliol de 2012 i va debutar en el lloc número 1 en Gaon Chart, la llista musical nacional de Corea del Sud. El seu vídeo ha esdevingut el més vist del 2012 i el més vist de la història de YouTube. Segons estimacions publicades per la revista Forbes el vídeo podrà ser el primer en la història a aconseguir més de 1.000 milions de reproduccions, calculat entre finals de desembre del 2012 i principis de març del 2013. Es va posicionar número 1 en reproduccions el 24 de novembre del 2012, assolint així desbancar Baby, de Justin Bieber. El temps dedicat per la humanitat a la visualització del vídeo equival aproximadament al temps necessari per escriure tota la Viquipèdia en anglès 1,5 vegades.
L'11 de novembre de 2012 va rebre el premi a millor vídeo en la cerimònia dels MTV Europe Music Awards, a més de rebre el rècord Guinness pel vídeo amb més "M'agrada" del YouTube (més de 5,8 milions). A causa de la seva popularitat, els desenvolupadors del videojoc de ball Just Dance 4 van anunciar que Gangnam Style estarà disponible en format DLC per a totes les plataformes a partir de novembre de 2012. També els desenvolupadors de Dance Central 3 van anunciar el 27 de novembre sortiria aquesta cançó com DLC.

## Rerefons
Gangnam Style és un col·loquialisme coreà que fa referència l'estil de vida luxós de Gangnamun, un districte de Seül d'elevat poder adquisitiu i on hi ha una vida nocturna esbojarrada. El vídeo musical mostra irònicament al cantant PSY ballant a diversos llocs —que són tot el contrari al districte de Gangnamun.

## Context
El K-Pop es refereix específicament a la música popular pertanyent a Corea del Sud, pel fet que a Corea del Nord pràcticament no hi ha indústria musical de música popular amb influència occidental.
La popularitat dels programes coreans, cantants, i pel·lícules a Àsia és a causa d'un mercat dominat per la joventut, els alts ingressos, i una afinitat cultural més propera que pot compartir amb els altres països asiàtics. El país va experimentar un fort avanç, a causa de la gran inversió en indústria i manufactures, i un interès creixent per invertir en el desenvolupament tecnològic i en R + D i en R + D + I. Corea del Sud és ara la desena economia més gran del món, i el novè mercat de films (Corea del Sud és un dels pocs països al món on el cinema de Hollywood no té una part dominant). Una forta inversió en indústria d'animació audiovisual o cinema d'animació (Els Simpson, Futurama, King of the Hill, Avatar, la llegenda d'Aang) i així com moltes sèries japoneses d'anime, reben tot el procés d'animació en aquest país, i les seves companyies d'entreteniment poden finançar artistes, programes i pel·lícules amb els valors de producció més alts d'Àsia. Les interpretacions dels cantants coreans són hàbilment produïdes i sovint amb espectaculars làser i jocs artificials.

## La coreografia
Una de les característiques de Gangnam Style és la coreografia, la qual ha rebut el nom de "el ball del cavall" o "el pas del cavall". En el ball, PSY simula muntar un cavall. Psy ha aparegut en diversos xous i conferències de premsa, ballant al costat de famosos, com ara les cantants Nelly Furtado, Britney Spears, Madonna, el polític nord-americà Mitt Romney, la model alemanya Heidi Klum i els actors Hugh Jackman i Kevin Hart.

## Rendiment comercial
La cançó es va convertir ràpidament en un èxit comercial a tot el món, arribant al número u en diversos països incloent Corea del Sud. PSY és el segon artista sud-coreà en arribar al recompte de la llista nord-americana Billboard. El primer havia estat el conjunt femení Wonder Girls amb la versió en anglès de la seva cançó «Nobody». A més, va arribar al número 1 a la llista de la Gran Bretanya en el setembre del 2012.